# Torsieveerconstante
De torsieveerconstante geeft aan welk moment uitgeoefend moet worden om een torsieveer een bepaalde hoek te verdraaien.
{\displaystyle C={\frac {M}{\phi }}}
| {\displaystyle C}         | rotatieveerconstante | Nm/rad |
| {\displaystyle M}         | moment               | Nm     |
| {\displaystyle \;{\phi }} | verdraaiing          | rad    |
De vergelijking voor de torsieveerconstante is een bijzonder geval van de wet van Hooke.

## zie ook
- veerconstante